# Gemini (Alice Nine)
Gemini (GEMINI) è il quarto album in studio del gruppo rock-visual kei giapponese Alice Nine, pubblicato nel 2011.

## Tracce
Edizione standard
1. I. – 4:23
2. Rumwolf – 3:00
3. Stargazer: – 4:14
4. 4U – 5:52
5. Shinkirō (蜃気楼) – 3:44
6. King & Queen – 3:13
7. Entr'acte – 1:33
8. Senkō (閃光) – 4:18
9. Fūrin (風凛) – 4:17
10. Gemini-0-eternal – 4:21
11. Gemini-I-the void – 4:12
12. Gemini-II-the luv – 3:41
13. Birth in the Death – 5:49

Edizione limitata
1. Overture – 2:29

## Formazione
- Shou - voce
- Hiroto - chitarre
- Tora - chitarre
- Saga - basso, chitarra, sintetizzatore, programmazioni
- Nao - batteria